# Pogwizdów (powiat miechowski)
Pogwizdów – wieś w Polsce położona w województwie małopolskim, w powiecie miechowskim, w gminie Charsznica.
W 1595 roku wieś położona w powiecie ksiąskim województwa krakowskiego była własnością starosty chęcińskiego Piotra Myszkowskiego. W latach 1975–1998 miejscowość należała administracyjnie do województwa kieleckiego.
W pobliżu wsi (od strony zachodniej) przepływa rzeka Uniejówka, dopływ Pilicy.
Zmarł tu Wojciech Jakimowicz – architekt, narodowiec (ONR), żołnierz Brygady Świętokrzyskiej, więzień KL Auschwitz.